# Angelo Bagnasco
Angelo Bagnasco (Pontevico, 1943. január 14. –) római katolikus pap, nyugalmazott genovai érsek, bíboros.

## Élete
1966. június 29-én szentelték pappá és filozófia doktorátust szerzett a Genovai Egyetemen. 1995 és 1997 között püspöki helynök volt.

### Püspöki pályafutása
1998. január 3-án kinevezték a Pesarói egyházmegye (azóta Pesarói főegyházmegye) püspökévé, február 7-én pedig püspökké szentelték. 2000. március 11-én az egyházmegyét érseki rangra emelték, ezáltal első érseke lett az új főegyházmegyének. 2003. június 20-án kinevezték Olaszország tábori érsekének. 2006. augusztus 29-én kinevezték a Genovai főegyházmegye érsekévé, hivatalát szeptember 24-én vette át. 2007. november 24-én XVI. Benedek pápa bíborossá kreálta. 2007 és 2017 között az Olasz Püspöki Konferencia elnöke volt. 2011 októberében az Európai Püspöki Konferenciák Tanácsa alelnökévé, 2016. október 8-án elnökévé választották. Részt vett a 2013-as konklávén, amely megválasztotta Ferenc pápát. 2020. május 8-án a Szentatya elfogadta nyugdíjazási kérelmét.
A Budapesten rendezett 52. Nemzetközi Eucharisztikus Kongresszus nyitómiséjét ő celebrálta.